# Acanthallagma luteum
Acanthallagma luteum är en trollsländeart som beskrevs av Williamson och Willn 1924. Acanthallagma luteum ingår i släktet Acanthallagma och familjen dammflicksländor. IUCN kategoriserar arten globalt som otillräckligt studerad. Inga underarter finns listade i Catalogue of Life.